# Al-Wasita
Al-Wasita – miasto w Egipcie, w muhafazie Bani Suwajf. W 2006 roku liczyło 37 916 mieszkańców.